# 洞峰公园
洞峰公园（日語：洞峰公園）是一个坐落于日本茨城县筑波市二宫的城市公园，于1980年开园。

## 历史
在洞峰公园开园之前，由大高建筑设计事务所和都市再生机构茨城地域支社共同设计建设的新都市纪念馆就已于1976年在规划的园区内竣工。1980年，洞峰公园正式开园。1999年，洞峰公园进行了一次大规模重修工程。2005年8月，在洞峰公园内进行环境美化活动的洞峰爱之会（日語：洞峰をあいする会）获得了茨城县内首个公园支援者的认证。2010年3月，洞峰公园内的游泳池重新对外开放。

## 自然
洞峰公园内目前栖息的动物有红鼹鼠、蟋蟀、蝉、蜻蜓、蝗虫等。除此之外，园内种有银杏、樟树、榉树、樱树和松树等树木。
虽然洞峰公园目前的动植物数量远不如从前的情况，但现在洞峰公园仍被当地人们当作观察自然的好场所。

## 设施
洞峰公园内设有50米游泳池、体育馆、网球场、棒球场和草场等运动设施。其中，公园使用太阳能从而对游泳池的水进行加热。除运动设施外，洞峰公园内还建有一座由大高建筑设计事务所和都市再生机构茨城地域支社共同设计建设的新都市纪念馆，内设有展示厅和咖啡馆。

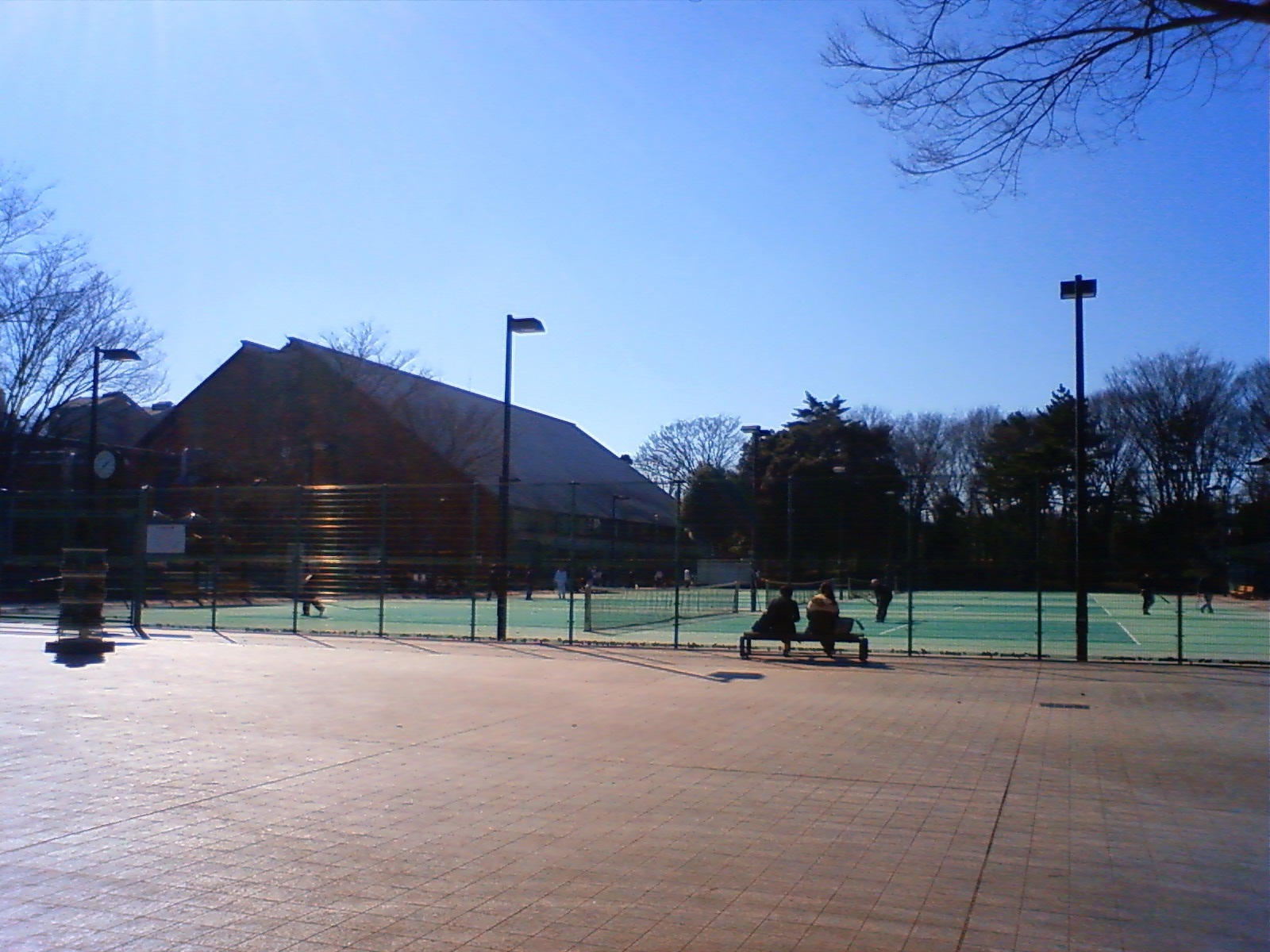
洞峰公园网球场
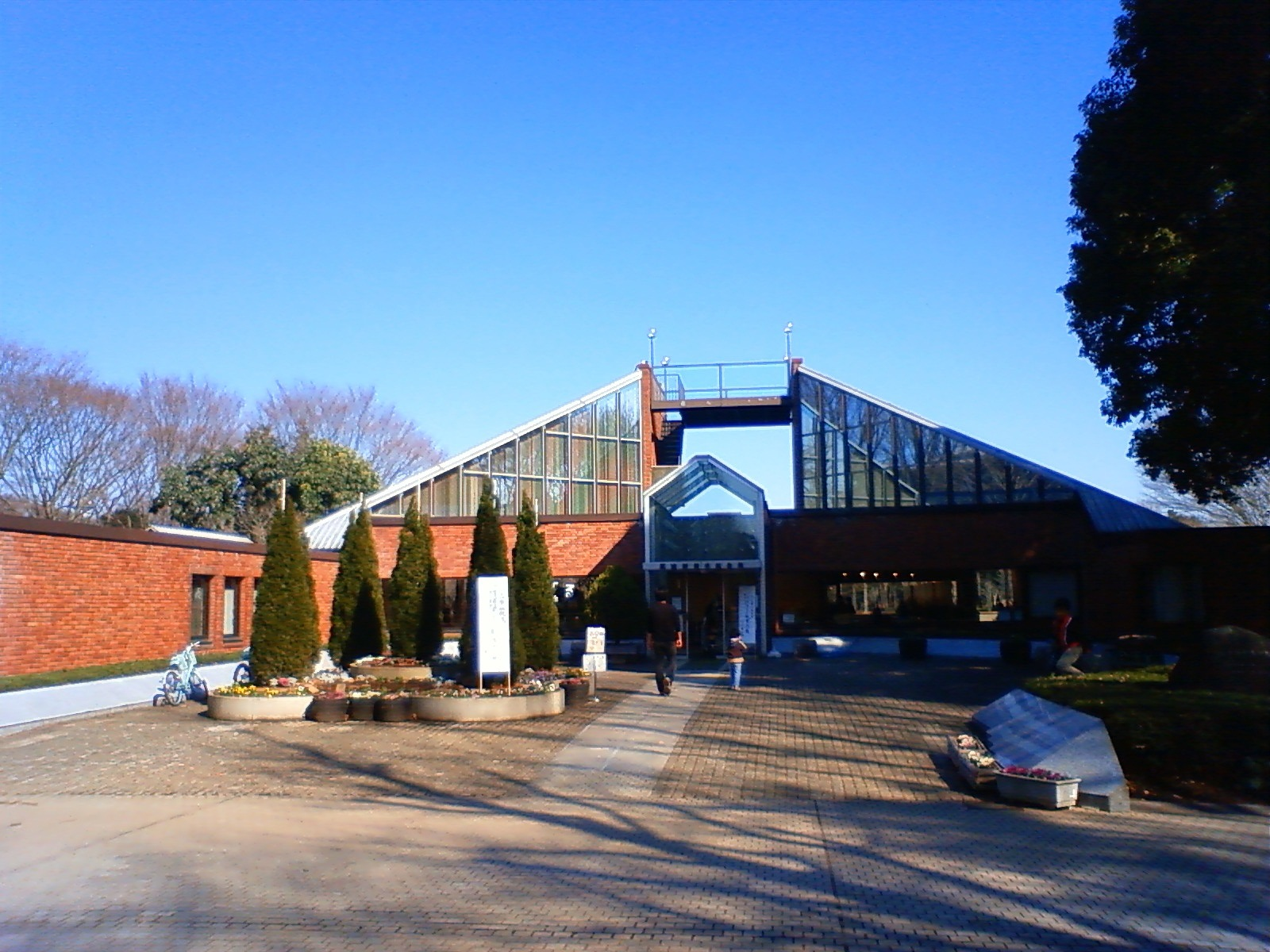
新都市纪念馆